# Parafia św. Brata Alberta w Elblągu
Parafia Świętego Brata Alberta w Elblągu – rzymskokatolicka parafia położona w diecezji elbląskiej, w dekanacie Elbląg - Północ. Erygowana dekretem biskupa warmińskiego Jana Obłąka w 1983 roku.